# Chodorówka Stara
Chodorówka Stara – wieś w Polsce położona w województwie podlaskim, w powiecie sokólskim, w gminie Suchowola.

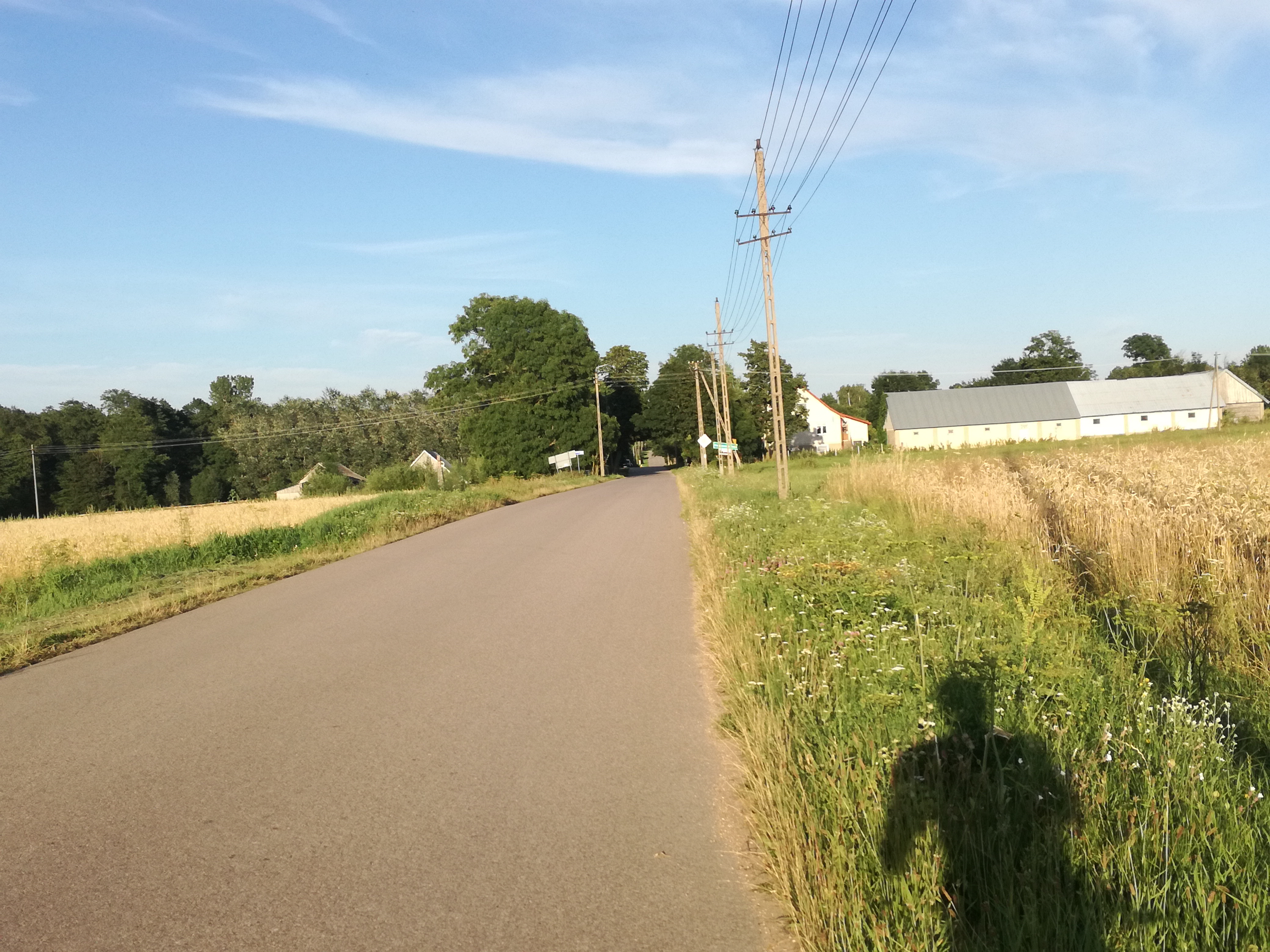
Początek wsi Chodorówka Stara

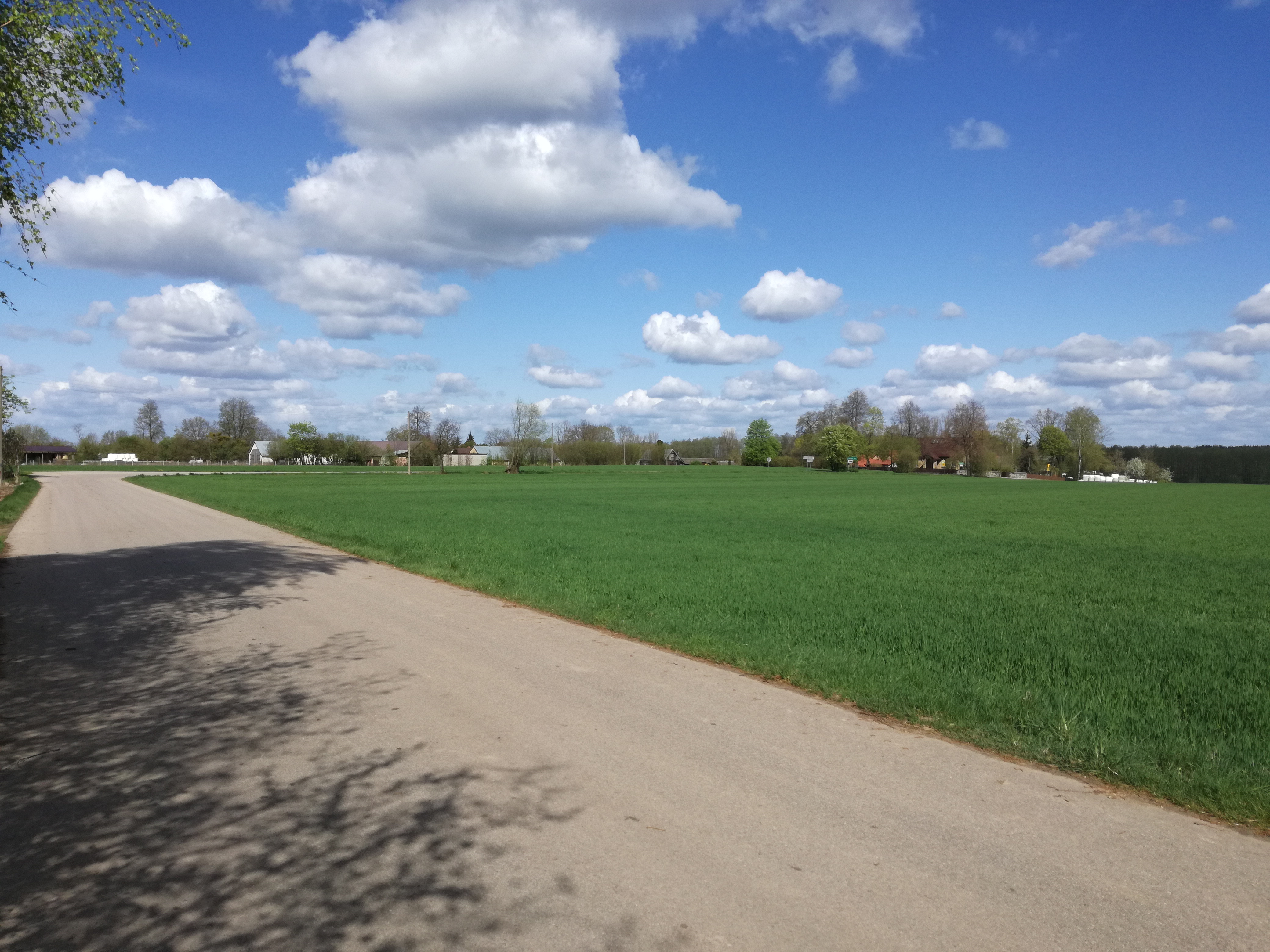
Końcowa część wsi Chodorówki Starej

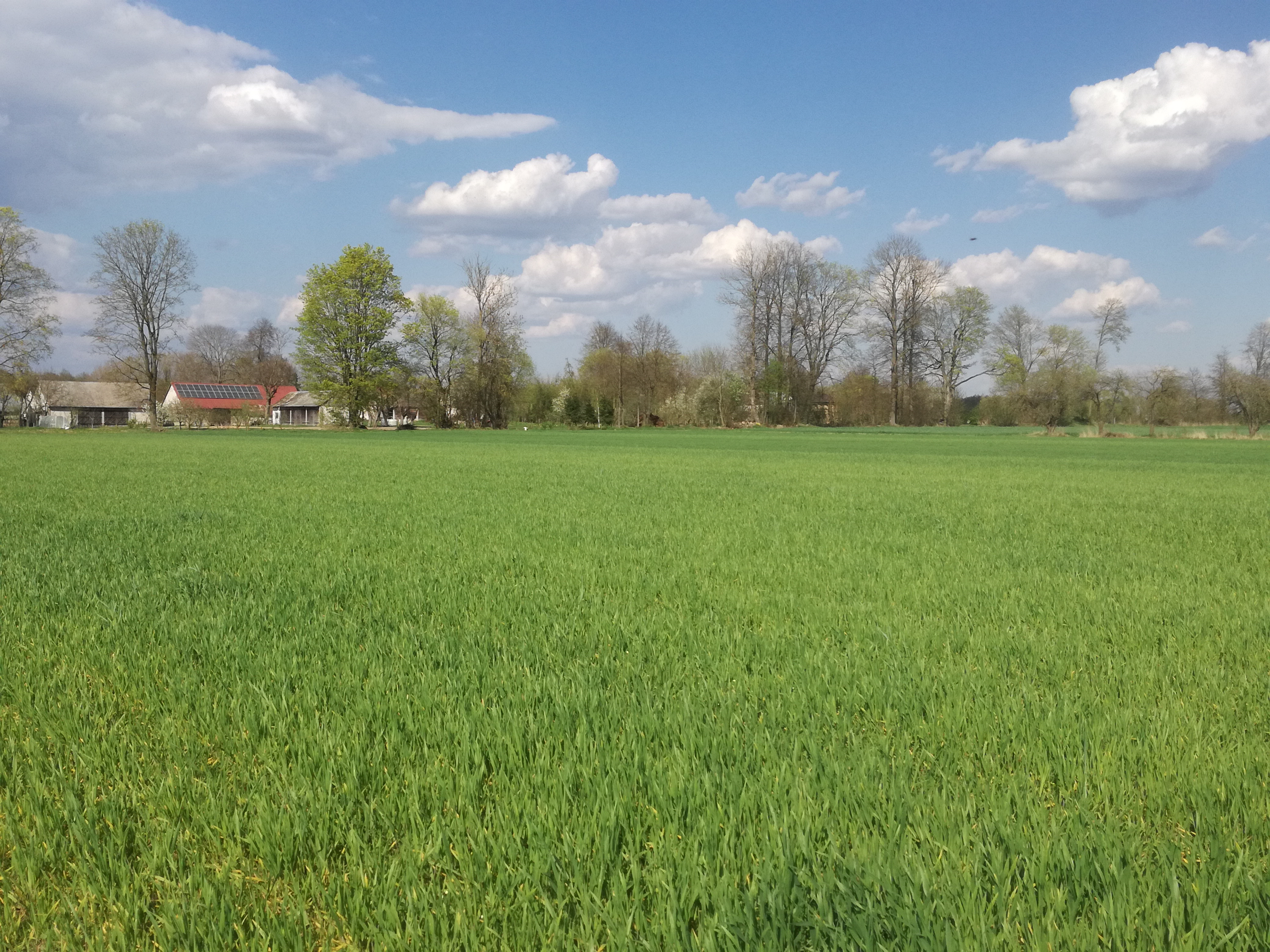
Widok na wieś Chodorówki Starej od południa

W latach 1975–1998 miejscowość administracyjnie należała do województwa białostockiego.
Wierni kościoła rzymskokatolickiego należą do parafii Matki Bożej Pocieszenia w Chodorówce.
11 maja 2007 roku w tej wsi przeszła wichura, która wyrządziła następujące szkody: dąb upadł na dom, zawaliły się dwie stodoły, pozrywała z budynków dachy, wyrwała elewacje domu.